# BRIT Awards 2022
Die Brit Awards 2022 wurden am 8. Februar 2022 von der British Phonographic Industry (BPI) verliehen. Die Show wurde wie die Jahre zuvor in The O2 Arena in London abgehalten. Moderiert wurde die Verleihung vom Stand-Up-Comedian Mo Gilligan.
Die Nominierungen wurden am 18. Dezember 2021 im Rahmen einer Fernsehshow namens The Brits Are Coming verkündet. Die meisten Nominierungen mit je vier Awards erhielten Adele, Little Simz, Dave und Ed Sheeran.

## Auftritte
| Künstler             | Lied                               |
| -------------------- | ---------------------------------- |
| Ed Sheeran           | Bad Habits                         |
| Bring Me the Horizon | Bad Habits                         |
| Anne-Marie           | Kiss My (Uh-Oh) Don’t Play Holiday |
| KSI                  | Kiss My (Uh-Oh) Don’t Play Holiday |
| Digital Farm Animals | Kiss My (Uh-Oh) Don’t Play Holiday |
| Little Simz          | Introvert Woman                    |
| Emma Corrin          | Introvert Woman                    |
| Liam Gallagher       | Everything’s Electric              |
| Holly Humberstone    | London Is Lonely                   |
| Adele                | I Drink Wine                       |
| Sam Fender           | Seventeen Going Under              |
| Ed Sheeran           | The Joker and the Queen            |
| Dave                 | In the Fire                        |

## Gewinner und Nominierte
Der Gewinner des Nachwuchspreises Rising Star wurde bereits am 9. Dezember 2021 bekannt gegeben. Moderiert wurde die Verleihung von Sam Fender.
| Mastercard Album of the Year | Artist of the Year |
| --- | --- |
| - Adele – 30 - Dave – We're All Alone in This Together - Ed Sheeran – = - Little Simz – Sometimes I Might Be Introvert - Sam Fender – Seventeen Going Under | - Adele - Dave - Ed Sheeran - Little Simz - Sam Fender |
| Group of the Year | Song of the Year |
| - Wolf Alice - Coldplay - D-Block Europe - Little Mix - London Grammar                                                                                      | - Adele – Easy on Me - A1 x J1 – Latest Trends - Anne-Marie, KSI & Digital Farm Animals – Don't Play - Becky Hill & David Guetta – Remember - Central Cee – Obsessed With You - Dave featuring Stormzy – Clash - Ed Sheeran – Bad Habits - Elton John & Dua Lipa – Cold Heart - Glass Animals – Heat Waves - Joel Corry, Raye & David Guetta – Bed - KSI – Holiday - Nathan Evans, 220 Kid & Billen Ted – Wellerman (220 Kid x Billen Ted remix) - Riton x Nightcrawlers featuring Mufasa & Hypeman – Friday - Tion Wayne & Russ Millions – Body - Tom Grennan – Little Bit of Love           |
| Best Pop/R&B Act | Best Dance Act |
| - Dua Lipa - Adele - Ed Sheeran - Griff - Joy Crookes | - Becky Hill - Calvin Harris - Fred Again - Joel Corry - Raye |
| Best New Artist | Best Rock/Alternative Artist |
| - Little Simz - Central Cee - Griff - Joy Crookes - Self Esteem                                                                                             | - Sam Fender - Coldplay - Glass Animals - Tom Grennan - Wolf Alice |
| Best Hip Hop/Grime/Rap Act | International Artist of the Year |
| - Dave - AJ Tracey - Central Cee - Ghetts - Little Simz | - Billie Eilish - Doja Cat - Lil Nas X - Olivia Rodrigo - Taylor Swift |
| International Group of the Year | Best International Song |
| - Silk Sonic - ABBA - BTS - Måneskin - The War on Drugs | - Olivia Rodrigo – Good 4 U - ATB, Topic & A7S – Your Love (9PM) - Billie Eilish – Happier Than Ever - CKay featuring Joeboy and Kuami Eugene – Love Nwantiti Remix (Ah Ah Ah) - Doja Cat featuring SZA – Kiss Me More - Drake featuring Lil Baby – Girls Want Girls - Galantis, David Guetta & Little Mix – Heartbreak Anthem - Jonasu – Black Magic - The Kid LAROI. & Justin Bieber – Stay - Lil Nas X – Montero (Call Me by Your Name) - Lil Tjay & 6lack – Calling My Phone - Måneskin – I Wanna Be Your Slave - Polo G – Rapstar - Tiësto – The Business - The Weeknd – Save Your Tears |
| Rising Star | British Producer of the Year |
| - Holly Humberstone - Bree Runway - Lola Young | - Inflo |
| Songwriter of the Year | |
| - Ed Sheeran | |